# Мушкетёры

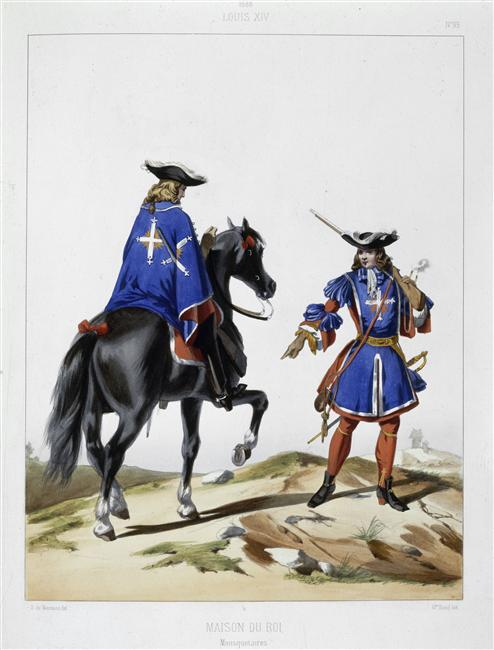
Мушкетёры Королевского дома, 1688 год

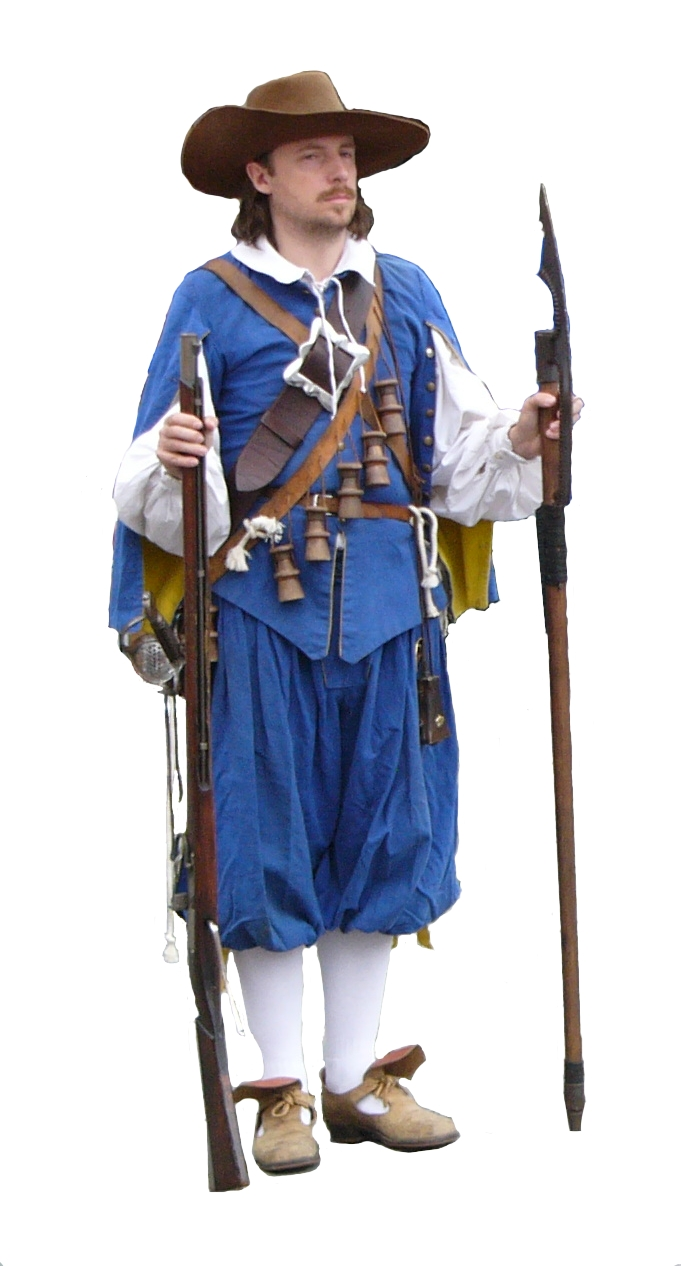
Мушкетёр полка Альтблау, Швеция, 1624—1650. Реконструкция.

Мушкетёры (фр. Mousquetaires) — в XVI—XVII веках солдаты вооружённые мушкетами (двойными аркебузами), как правило с фитильным замком, который из-за своей мощности позволял вести огонь только в пешем порядке. Как правило мушкетёры относились к пехоте, но использовались так же в кавалерии, где вместе с пикинёрами, которые в отличие от мушкетёров могли вести бой и пешем и конном строю, образовывали роты драгун кавалерийских полков.

## История появления мушкетёров и их отличие от аркебузиров
Первые упоминания солдат, вооруженных мушкетами, датируется 1521 годом, но фурор применения огнестрельного оружия в битве при Пави́и 24 февраля 1525 года принадлежит аркебузирам, которые сумели выбить у французских жандармов лошадей, после чего ландскнехты смогли быстро вырезать цвет французской тяжёлой кавалерии.
Мушкет появился в ответ на быстро распространяющуюся тактику кавалерии, вооружённой огнестрельным оружием и способной с его помощью наносить значительный урон ощетинившейся пиками пехоте. Имеющиеся в наличии у пехоты аркебузиры не вполне справлялись с этой задачей — как правило, одна треть кавалерии к тому времени были вооружены длинноствольными пистолетами и ещё одна треть была вооружена аркебузами. Пехота же не могла увеличивать долю аркебузиров за счёт пикинёров, иначе она сильно теряла в устойчивости против пеших и конных пикинёров противника.
Решением этой проблемы и стал мушкет или, как его ещё называли «двойная аркебуза», калибр и дальнобойность которого были значительно выше, чем у аркебузы. Но у мушкета был значительный недостаток — его можно было использовать только в пешем порядке и из-за его тяжести солдаты были менее мобильны, чем аркебузиры.
Окончательным итогом решения стал триумвират пикинёров, аркебузиров и мушкетёров, из которых состояли пехотные формирования, в которых каждое подразделение решало свою задачу. Так, мушкетёры противостояли вражеской кавалерии на недоступной для неё дистанции ведения огня и вражеским мушкетёрам, более подвижные аркебузиры оказывали мушкетёрам поддержку и огневое противостояние в случаях, когда требовались перестроения, а пикинёры брали на себя всю тяжесть ближнего боя. Благодаря этом сформировалось устойчивое пехотное формирование и именно эти виды пехоты на полтора столетия определили господство на поле боя испанской терции.
Но в ходе совершенствования мушкета и его облегчения мушкетёры постепенно взяли на себя функции аркебузиров и они их постепенно вытеснили.
С дальнейшим возрастанием роли огнестрельного оружия на поле боя постепенно меняется и соотношение между стрелками и пикинёрами. Если в XVI веке в ротах копейщиков на трёх копейщиков должен был приходиться один мушкетёр, войсках Карла V при каждом значке или роте пехоты состояло по 10 мушкетёров, в Тридцатилетней войне (1616—1648 гг) они составляли до двух третей всей пехоты.
Значительные усовершенствования в обучении мушкетёров сделаны были Густавом-Адольфом и к концу XVII пикинёры остались только в первой шеренге.

## Мушкетёры в кавалерии
Ответом кавалерии стало создание «летучих отрядов» и даже «летучих армий» Пьеро Строцци и маршала Бриссака посадивших свою пехоту на коней. В армии Бриссака было найдено решение при котором он посадил наёмные роты стрелков состоящие в основном из выходцев Страны басков (продолжателей знаменитых гасконских арбалетчиков) позади наёмных лёгких всадников, в основном выходцев из германских земель «вторым номером», которые и доставляли пехотинцев к месту боя. Отсюда даже существует версия, что сам термин dragon (драгун) является искажённым басками немецкого trager — «помедленнее».
К концу XVI в начале XVII в составе кавалерийских полков появляются уже конные роты драгун состоящие как из мушкетёров так и пикинёров. И если мушкетёры могут действовать только в пешем строю, то пикинёры могут участвовать как в пешем, так и конном бою. Между защитным снаряжением мушкетёров и пикинёров драгун существует различие — мушкетёры носят только пехотный шлем марион, а пикинёры ещё и кирасу. Спешившись драгуны составляют устойчивое формирование из мушкетёров и пикинёров.
Создаются и целые полки из драгун, правда формируются в основном из иностранцев и существуют год-два, пока в 1635 году кардиналом Ришельё не будет создан знаменитый Драгунский полк Кардинала (régiment des dragons du Cardinal).
Так же в ряде кавалерийских рот создаются бригады (взвода) состоящие из мушкетёров. Самыми известными из подобных конных мушкетёров являются мушкетёры гвардии короля Франции Людовика XIII, известные благодаря роману Дюма как «Мушкетёры короля». Эти гвардейские мушкетёры появились в 1622 году в составе роты лёгких всадников гвардии и просуществовали в таком виде до 1629 года, пока из них не была сформирована собственная первая рота. В дальнейшем уже при Людовике XIV эта рота вместе со второй ротой мушкетёров и ротами жандармов, лёгких всадников и двумя ротами обычных дворян войдут в «Красный дом» сформированного в 1671 году Военного дома короля Франции (Maison Militaire du Roi de France).

## Вооружение и снаряжение мушкетёров

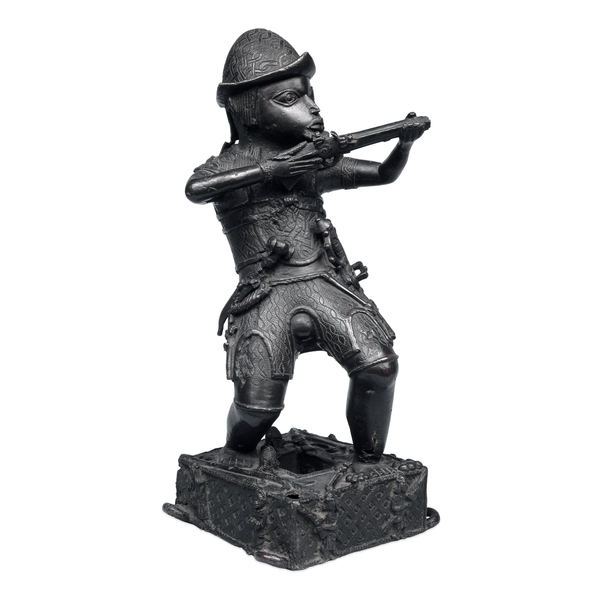
Португальский мушкетёр (Бенинская бронза, ок. 1600 г.).

Каждый мушкетёр имел берендейку, перевязь с 12 натрусками (мерками), из которых в 11 помещались заряды, а в двенадцатой — пороховая мякоть, для обеспечения передачи огня заряду; кроме того, на перевязи находился ещё мешок с пулями и несколько кусков фитиля. Дополнительное клинковое оружие — бердыш и сабля (чаще шпага), которые носили на поясной портупее. Тактическое построение французских мушкетёров «Караколь» (улитка), позволявшее компенсировать малую скорострельность фитильных мушкетов весом общего залпа. Глубкое построение позволяло отстрелявщейся шеренге выходить из боя под защиту других шеренг. Если же противник прорывался, то в ход шли тяжёлые шпаги и шведское перо.
Наиболее известной частью мушкетёрской униформы был синий плащ с серебряной или золотистой окантовкой. Спереди, по бокам и на тыльной части плаща располагался белый крест, обрамлённый языками пламени. Нижняя часть креста была удлинённой. Фактически всё, что мы знаем о настоящем мушкетёрском плаще, является производной из двух источников — Etat de la France 1642 года и Le vray et nouveau estat de la France 1656 года. Скудность данных и отсутствие сохранившихся артефактов привели к тому, что за пару последних столетий художники и иллюстраторы придумали огромное количество белых крестов и схем раскраски мушкетёрских плащей (от светло-синей до фиолетовой).

## Россия
В знаменитом словаре В. И. Даля указано, что «Мушкете́р — солдат с мушкетом, ружейник (другие вооружались только холодным оружием); позже, название это оставалось ещё при солдатах мушкетёрских рот; ныне, рядовой полицейской команды».
Одними из первых формирований на Руси, которые были вооружены огнестрельным оружием, стали пищальники, позднее стрельцы — регулярные (полурегулярные) войска территориального типа.
При царе Михаиле Фёдоровиче в России были сформированы солдатские, рейтарские и иные полки нового строя, обученные и вооружённые по западноевропейскому образцу. Такой полк составлял около 3000 человек личного состава, из них 1200 — пикинёры, остальные мушкетёры (произносилось с «е», от немецкого «muscetier»). Эти полки были упразднены Петром I в 1698 году, при создании Русской армии и флота.

«Имя солдата просто содержит в себе всех людей, которые в войске суть, от высшего генерала даже до последнего мушкетера, конного и пешего … .»— Устав воинский Петра Великого, ПСЗ, том 5, № 3006.
С середины XVIII века многие полки в России стали вновь именовать мушкетёрскими, например: Пермский мушкетёрский полк, Уфимский мушкетёрский полк, Мушкетёрский Скобельцына полк, Ярославский мушкетёрский полк и так далее. Так продолжалось до 1811 года. Вооружены они на деле были не мушкетами, а ружьями (фузеями); Александр I переименовал их в «пехотные».

## Галерея

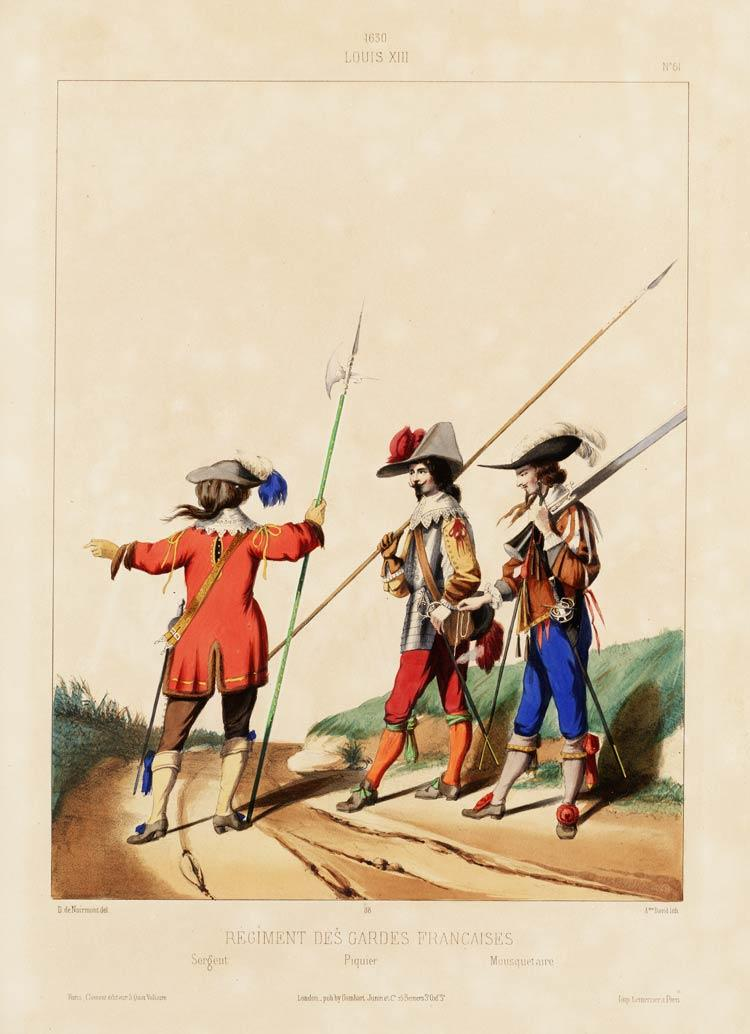
Французский гвардейский пехотный полк: сержант, пикинёр, мушкетёр 1630 год, рисунок 1830 года.
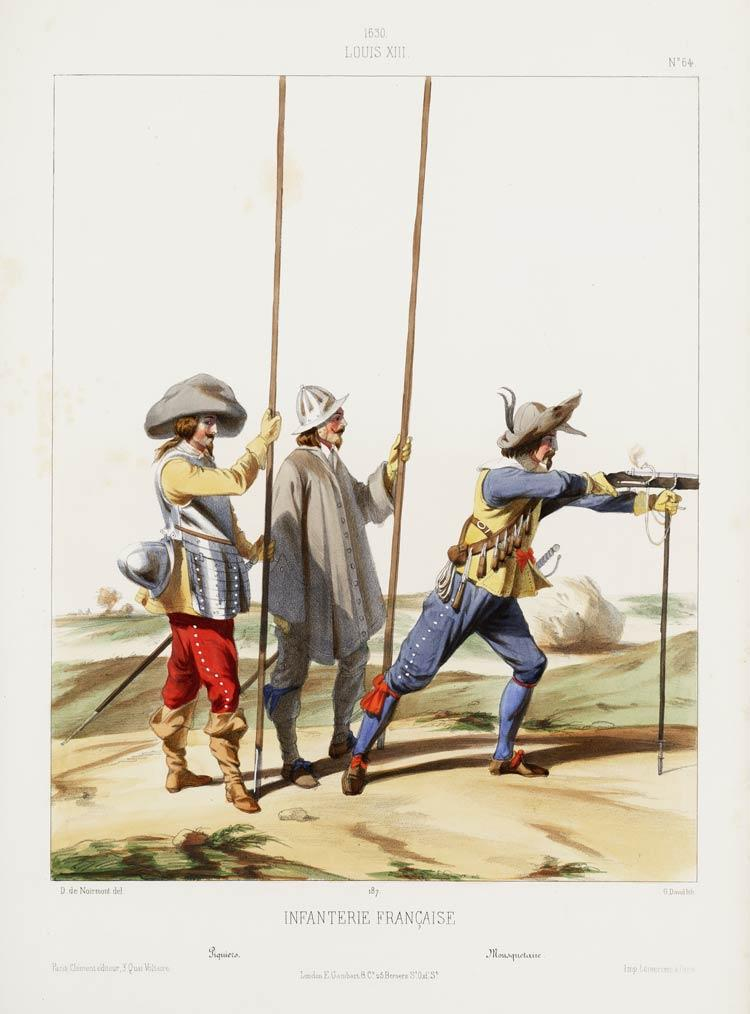
Французская пехота, пикинёры и мушкетёр 1630 год, рисунок 1830 года.
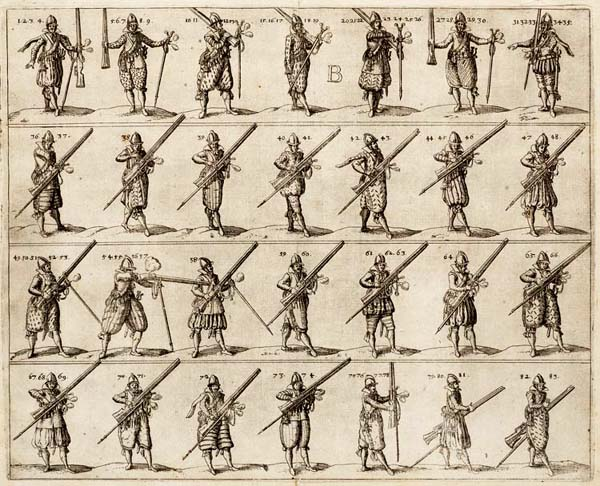
Ружейные приёмы мушкетёра.
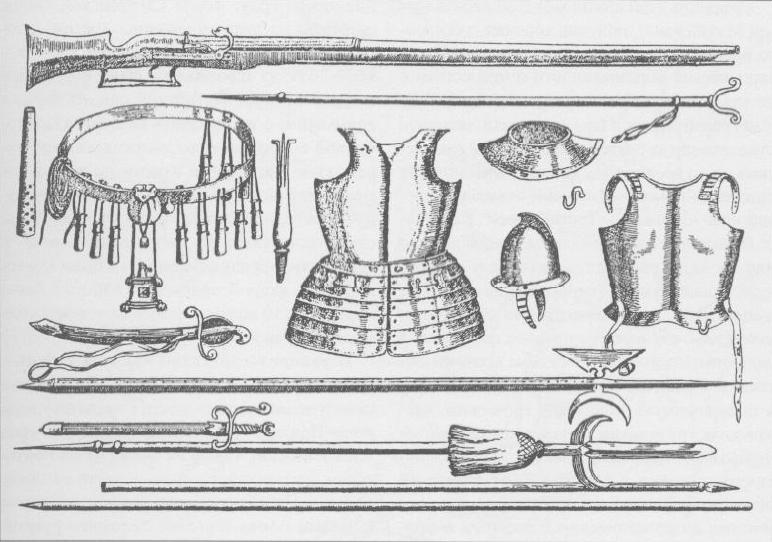
Вооружение, снаряжение и средства индивидуальной защиты русского солдата (мушкетёра и пикинёра), то есть наёмника, середины XVII века.
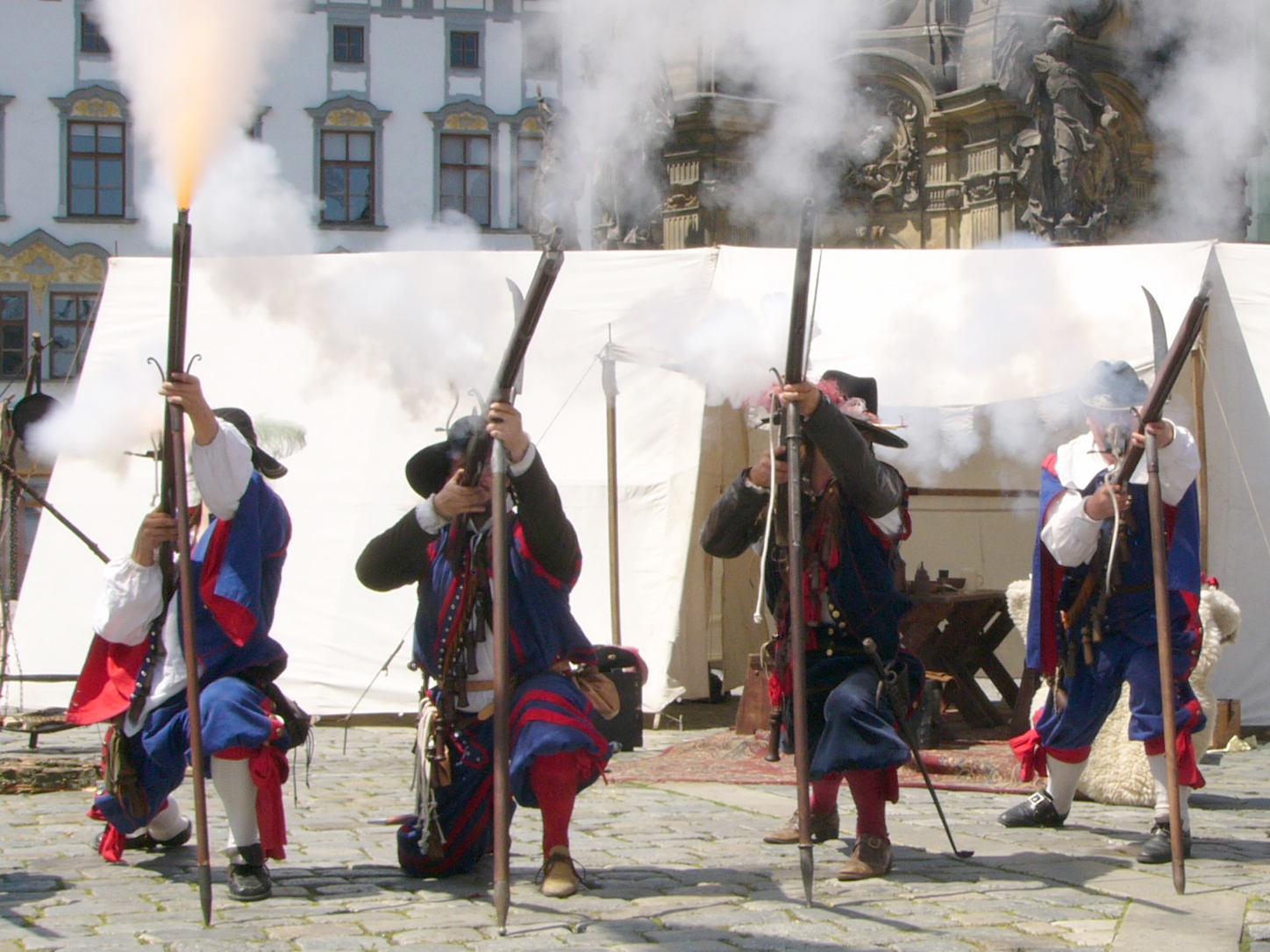
Упражнения мушкетёров в стрельбе. Реконструкция.
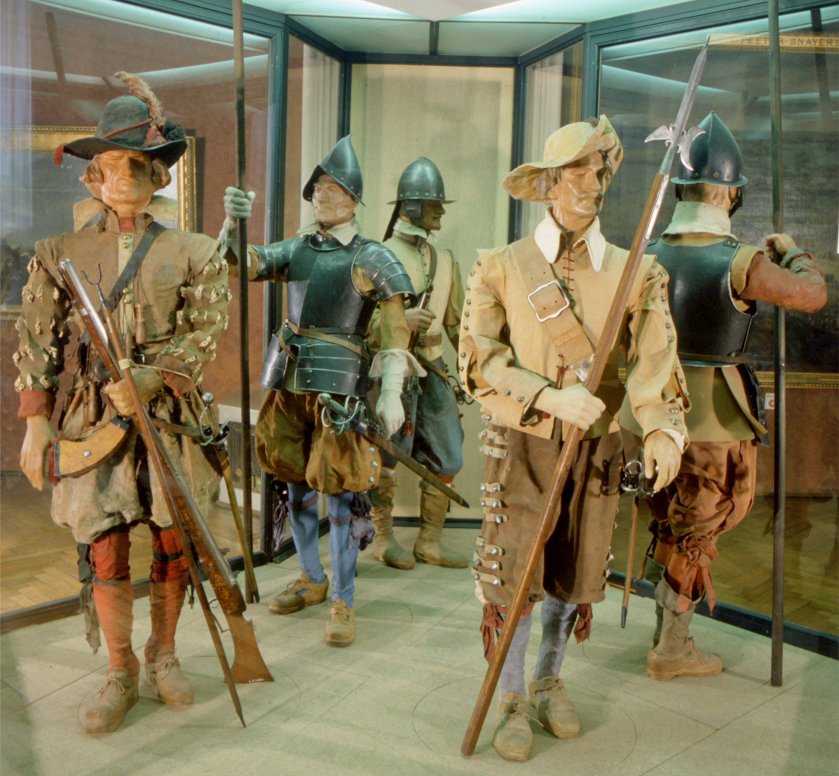
Мушкетёр и пикинёр. Военно-исторический музей (Вена).
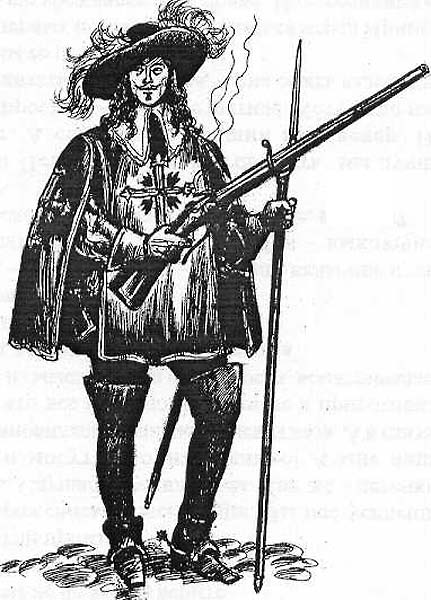
Мушкетёр с мушкетом и шведским пером.
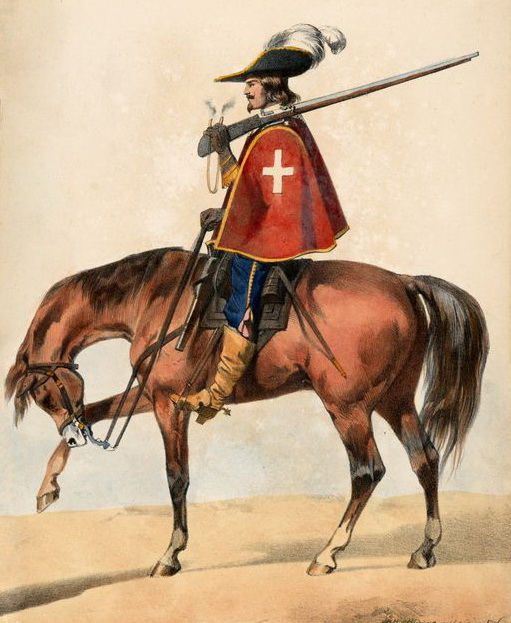
Франция. Гвардеец кардинала. Коллекция Винкёйзена.